# Ален Бокшић
Ален Бокшић (рођен 21. јануара 1970. године) је некадашњи фудбалер из Хрватске.

## Биографија
Бокшић је рођен у Макарској и своју фудбалску каријеру је започео у локалном клубу Змај. Као млади играч је био пребачен у Хајдук из Сплита, и изабран у први тим 1987. године. Са Хајдуком је 1987. године освојио победнички куп у југословенској лиги. Овај успех је поновио 1991. године. У финалној утакмици против Црвене звезде из Београда дао је одлучујући гол и Хајдук је по други пут освојио куп југословенске лиге. Играо је у 174 утакмице за Хајдук и постигао 60 голова. 
- 1991-1992. је играо за АС Кан из Француске. Услед многобројних повреда, током целе сезоне одиграо је само једну утакмицу,
- 1992-1993 је играо за Олимпик Марсељ. Играо је пуну сезону и био један од запаженијих играча. Заједно са тимом је освојио титулу француске лиге, као и Лиге европских шампиона. Године 1993. је проглашен за другог најбољег европског фудбалера, иза Роберта Бађа.
- 1993-1996, 1997-2000 играо је за Лацио, са којим је освојио титулу шампиона, два купа Италије, два национална суперкупа, куп победника купова и суперкуп Европе 1999. године.
- 1996-1997 играо је за Јувентус, и освојио титулу првака Италије, суперкуп Европе и интерконтинентални куп али и доживео пораз у финалу Лиге шампиона.
- 2000-03 завршава своју професионалну каријеру у Енглеској. Његова плата у Енглеској је износила £62,000 и био је најплаћенији играч у то време у Енглеској.[тражи се извор]

Са двадесет година је изабран за најмлађег члана фудбалске репрезентације Југославије на Светском првенству у фудбалу 1990. године одржаном у Италији. Тренер Ивица Осим га није уводио у игру јер је сматрао да није довољно искусан. Седео је на клупи као замена за Дарка Панчева.

## Трофеји

### Хајдук
- Куп Југославије (1) : 1990/91.

### Олимпик Марсељ
- Првенство Француске (1) : 1992/93. (одузета титула)
- Лига шампиона (1) : 1992/93.

### Јувентус
- Серија А (1) : 1996/97.
- Суперкуп Европе (1) : 1996.
- Интерконтинентални куп (1) : 1996.
- Лига шампиона : финале 1996/97.

### Лацио
- Серија А (1) : 1999/00.
- Куп Италије (2) : 1997/98, 1999/00.
- Суперкуп Италије (2) : 1998, 2000.
- Куп победника купова (1) : 1998/99.
- Суперкуп Европе (1) : 1999.